# Azucena Villaflor
Azucena Villaflor, née le 7 avril 1924 à Avellaneda et morte en décembre 1977, est une militante argentine, notable pour être l'une des fondatrices de l'association des Mères de la place de Mai qui recherchait les desaparecidos (victimes de disparition forcée pendant la guerre sale argentine).

## Biographie
Le 30 novembre 1976, huit mois après le début de la dictature militaire en Argentine, un des fils d'Azucena Villaflor, Néstor, a été enlevé avec sa femme Raquel Mangin. Villaflor a commencé à les rechercher sans succès. Durant cette recherche, elle a rencontré d'autres femmes dans le même cas.
Après six mois d'enquête infructueuse, Villaflor a décidé de commencer une série de manifestations afin de rendre son cas public. Le 30 avril 1977, elle et treize autres mères sont allées sur la place de Mai dans le centre de Buenos Aires, un endroit politiquement symbolique dans l'histoire de l'Argentine en face du palais du gouvernement, la Casa Rosada. Elles ont ensuite décidé de revenir régulièrement protester sur ce lieu et d'organiser leur mouvement des Mères de la place de Mai.
Le 10 décembre 1977, pour la Journée internationale des droits de l'homme, les Mères de la place de Mai ont publié un encart dans les journaux avec les noms de leurs enfants disparus. Cette nuit-là, Azucena Villaflor a été enlevée par des militaires à son domicile d'Avellaneda. Elle aurait été détenue dans le camp de concentration de l'Escuela superior de mecánica de la armada (ESMA), qui était dirigé par Alfredo Astiz à cette époque.
Le corps de Villaflor, avec ceux de deux autres mères, a été identifié en juillet 2005 par une équipe d'anthropologues argentins. Les corps portaient des fractures compatibles avec une chute et un choc contre une surface solide, ce qui confirme l'hypothèse que les prisonniers avaient succombé à l'un des vols de la mort (les prisonniers étaient drogués, déshabillés et jetés depuis un avion survolant l'océan, leurs corps dérivaient ensuite vers des plages)
Les restes d'Azucena Villaflor ont été incinérés et ses cendres ont été enterrées sur la place de Mai le 8 décembre 2005.
Plusieurs odonymes lui rendent hommage en Argentine, dont un boulevard situé dans le quartier de Puerto Madero à Buenos Aires, mais aussi à l'étranger dont une rue à Rezé (Loire-Atlantique).